# 이담 (만화)
《이담》은 매주 목요일 창, 정두가 다음 웹툰에서 연재하는 웹툰이다.